# Vologases II của Parthia

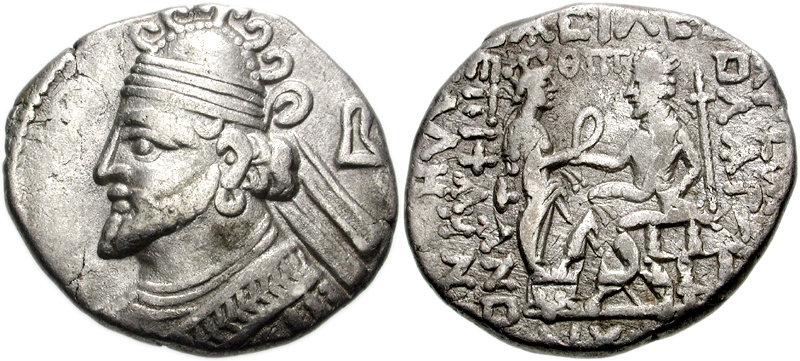
Tiền xu của Vologases II.

Vologases II of Parthia (tiếng Ba Tư: ولاش دوم) cai trị đế quốc Parthia từ khoảng năm 77 tới năm 80. Có ít thông tin về ông được biết đến. Vologases II là một người con của Vologases I của Parthia và mang cả hai dòng máu Parthia và Hy Lạp. Dường như Vologases II đã bị người chú của ông,Pacorus II của Parthia (trị vì từ khoảng năm 78–105) đánh bại và lật đổ. Con trai của ông là Vologases III của Parthia.